# UFC APEX
UFC APEX è una struttura per eventi e produzione televisiva situata a Enterprise, Nevada, gestito e di proprietà dell'Ultimate Fighting Championship (UFC). La struttura è stata scelta in parte per la sua vicinanza all'UFC Performance Institute, che funge da quartier generale dell'azienda e si trova dall'altra parte della strada. L'Apex è stato costruito per ospitare eventi dal vivo e spettacoli in studio.

## Storia
La struttura è stata ufficialmente aperta il 18 giugno 2019. Sulla scia della pandemia di COVID-19, in seguito a tre eventi a Jacksonville, tutti gli eventi UFC con sede negli Stati Uniti si sono svolti all'Apex a porte chiuse. A luglio 2022, l'Apex continua a ospitare eventi Fight Night e per ora consente un numero limitato di spettatori.
Alla fine di gennaio 2022, un articolo del Las Vegas Review-Journal che affermava che l'UFC Apex prevede di espandere i posti a sedere fino a 1.000, aggiungendo servizi di vendita di cibo e bevande, vendita di biglietti, negozio di souvenir, oltre all'aggiunta di posti nel parcheggio.